# 2933 Amber
2933 Amber è un asteroide della fascia principale. Scoperto nel 1983, presenta un'orbita caratterizzata da un semiasse maggiore pari a 2,6087162 UA e da un'eccentricità di 0,0467794, inclinata di 7,21356° rispetto all'eclittica.
Dal 20 dicembre 1983 al 17 febbraio 1984, quando 2939 Coconino ricevette la denominazione ufficiale, è stato l'asteroide denominato con il più alto numero ordinale. Prima della sua denominazione, il primato era di 2906 Caltech.
L'asteroide è dedicato ad Amber Marie Baltutis, nipote dello scopritore.